# Zapasy na Letnich Igrzyskach Olimpijskich 1964 – kategoria do 87 kg w stylu wolnym
Zmagania mężczyzn do 87 kg to jedna z ośmiu męskich konkurencji w zapasach w stylu wolnym rozgrywanych podczas Letnich Igrzysk Olimpijskich 1964. Pojedynki w tej kategorii wagowej odbyły się w dniach 11 – 14 października.
Punktacja opierała się na systemie "złych punktów karnych". Zwycięzca otrzymywał zero punktów za wygraną przez "tusz" (łopatki), a jeden punkt za wygraną na punkty. Dwa punkty przyznawano zawodnikom za remis. Za porażkę na punkty zawodnik otrzymywał trzy punkty, a za przegraną na łopatki przyznawano 4 punkty karne. Uzyskanie sześciu lub więcej punktów eliminowało zapaśnika z turnieju. Najlepsza trójka walczyła w rundzie finałowej. 

## Klasyfikacja[1]
| Pozycja | Nazwisko               | Kraj              |
| ------- | ---------------------- | ----------------- |
| 1       | Prodan Gardżew         | Bułgaria          |
| 2       | Hasan Güngör           | Turcja            |
| 3       | Dan Brand              | Stany Zjednoczone |
| 4       | Mansur Mahdizade       | Iran              |
| 5       | Géza Hollósi           | Węgry             |
| 5       | Tatsuo Sasaki          | Japonia           |
| 7       | Günther Bauch          | Niemcy            |
| 7       | Muhammad Faiz          | Pakistan          |
| 9       | Rudolf Kobelt          | Szwajcaria        |
| 9       | Szota Łomidze          | ZSRR              |
| 11      | Chorloogijn Bajanmönch | Mongolia          |
| 12      | Gang Du-man            | Korea Południowa  |
| 12      | Fernando García        | Filipiny          |
| 14      | Jit Singh              | Indie             |
| 14      | Theunis van Wyk        | Rodezja Północna  |
| 14      | Alfonso González       | Panama            |

## Wyniki

### Pierwsza runda[2]
| Zwycięzca              | Punkty karne | Wynik     | Przegrany        | Punkty karne |
| ---------------------- | ------------ | --------- | ---------------- | ------------ |
| Tatsuo Sasaki          | 1            | Na punkty | Günther Bauch    | 3            |
| Mansur Mahdizade       | 1            | Na punkty | Géza Hollósi     | 3            |
| Muhammad Faiz          | 0            | Łopatki   | Alfonso González | 4            |
| Hasan Güngör           | 0            | Łopatki   | Gang Du-man      | 4            |
| Rudolf Kobelt          | 0            | Łopatki   | Jit Singh        | 4            |
| Szota Łomidze          | 2            | Remis     | Prodan Gardżew   | 2            |
| Dan Brand              | 0            | Łopatki   | Theunis van Wyk  | 4            |
| Chorloogijn Bajanmönch | 1            | Na punkty | Fernando García  | 3            |

### Druga runda[3]
| Zwycięzca      | Punkty karne | Wynik     | Przegrany              | Punkty karne |
| -------------- | ------------ | --------- | ---------------------- | ------------ |
| Günther Bauch  | 4            | Na punkty | Fernando García        | 6            |
| Tatsuo Sasaki  | 1            | Łopatki   | Chorloogijn Bajanmönch | 5            |
| Géza Hollósi   | 3            | Łopatki   | Theunis van Wyk        | 8            |
| Dan Brand      | 2            | Remis     | Mansur Mahdizade       | 3            |
| Hasan Güngör   | 0            | Łopatki   | Alfonso González       | 8            |
| Muhammad Faiz  | 2            | Remis     | Gang Du-man            | 6            |
| Szota Łomidze  | 3            | Na punkty | Rudolf Kobelt          | 3            |
| Prodan Gardżew | 2            | Łopatki   | Jit Singh              | 8            |

### Trzecia runda[4]
| Zwycięzca        | Punkty karne | Wynik     | Przegrany              | Punkty karne |
| ---------------- | ------------ | --------- | ---------------------- | ------------ |
| Günther Bauch    | 5            | Na punkty | Chorloogijn Bajanmönch | 8            |
| Dan Brand        | 3            | Na punkty | Tatsuo Sasaki          | 4            |
| Géza Hollósi     | 4            | Na punkty | Muhammad Faiz          | 5            |
| Mansur Mahdizade | 4            | Na punkty | Rudolf Kobelt          | 6            |
| Hasan Güngör     | 1            | Na punkty | Szota Łomidze          | 6            |
| Prodan Gardżew   | 2            | Bez walki |                        |              |

### Czwarta runda[5]
| Zwycięzca        | Punkty karne | Wynik     | Przegrany     | Punkty karne |
| ---------------- | ------------ | --------- | ------------- | ------------ |
| Prodan Gardżew   | 2            | Łopatki   | Günther Bauch | 9            |
| Tatsuo Sasaki    | 6            | Remis     | Géza Hollósi  | 6            |
| Dan Brand        | 3            | Łopatki   | Muhammad Faiz | 9            |
| Mansur Mahdizade | 5            | Na punkty | Hasan Güngör  | 4            |

### Piąta runda[6]
| Zwycięzca        | Punkty karne | Wynik     | Przegrany      | Punkty karne |
| ---------------- | ------------ | --------- | -------------- | ------------ |
| Mansur Mahdizade | 6            | Na punkty | Prodan Gardżew | 5            |
| Hasan Güngör     | 5            | Na punkty | Dan Brand      | 6            |

### Runda finałowa[7]
| Zwycięzca      | Wynik | Przegrany    |
| -------------- | ----- | ------------ |
| Prodan Gardżew | Remis | Hasan Güngör |

- O przydziale złotego i srebrnego medalu, a także trzeciego i czwartego miejsca rozstrzygnęła waga osobista zawodników.